# Eduardo Puchetta
Eduardo Raúl Puchetta (n. San Nicolás, Argentina; 21 de junio de 1992) y es un futbolista argentino. Se desempeña como delantero y actualmente milita en Regatas de San Nicolas de la Liga nicoleña. Debutó profesionalmente en el año 2011, jugando por Vélez Sarsfield.

## Clubes
| Club                        | País        | Año       |
| --------------------------- | ----------- | --------- |
| Vélez Sarsfield             | Argentina   | 2011-2014 |
| Celta de Vigo "B"           | España      | 2014-2015 |
| Vélez Sarsfield             | Argentina   | 2015-2016 |
| Deportes Copiapó            | Chile       | 2016-2022 |
| Deportes Puerto Montt       | Chile       | 2023      |
| Provincial Ovalle           | Chile       | 2024-2024 |
| Club de Regatas San Nicolás | 2025-act. . |           |

## Palmarés

### Campeonatos nacionales
| Título           | Club            | País      | Año     |
| ---------------- | --------------- | --------- | ------- |
| Primera División | Vélez Sarsfield | Argentina | 2012-13 |